# LGV Karlsruhe–Bâle
 (avril 2021).
Si vous disposez d'ouvrages ou d'articles de référence ou si vous connaissez des sites web de qualité traitant du thème abordé ici, merci de compléter l'article en donnant les références utiles à sa vérifiabilité et en les liant à la section « Notes et références ».
La LGV Karlsruhe–Bâle est un projet de ligne de chemin de fer à grande vitesse entre Karlsruhe et Bâle dont la réalisation est en partie achevée. Elle a pour but d'augmenter la capacité voyageur, mais aussi fret entre les deux villes, ainsi que de réduire le temps de parcours.
Elle a une grande dimension internationale, car elle permet les liaisons entre l'Allemagne, la Suisse, et l'Italie, et celles entre la France et l'Allemagne. Ainsi plusieurs trains internationaux l'empruntent au départ et à destination de Francfort-sur-le-Main ou Munich par exemple, comme le Eurocity Francfort - Milan via la Suisse, les ICE Paris - Francfort et Paris - Munich, et le TGV Marseille - Francfort via Lyon.